# Alexander Felix von Dalwigk zu Lichtenfels
Alexander Felix Freiherr von Dalwigk zu Lichtenfels (* 26. Juni 1776 in Dalwigksthal; † 17. August 1839 in Arolsen) war ein deutscher Gutsherr, Hofmarschall und Abgeordneter des Landstands in Waldeck.

## Leben

### Herkunft und Familie
Alexander Felix Freiherr von Dalwigk zu Lichtenfels entstammte dem hessisch-waldeckschen Uradelsgeschlecht Dalwigk, aus dem zahlreiche namhafte Persönlichkeiten hervorgegangen sind. Er war der Sohn des Freiherrn Johann Friedrich von Dalwigk zu Lichtenfels (1734–1810, Oberhofmarschall) und dessen Ehefrau Henriette Wilhelmine von Berner (1733–1789) und wuchs mit seinen Geschwistern Karl Friedrich (1761–1825, Oberappellationsgerichtspräsident), Elgar (1766–1797, als Königlich Großbritannischer Rittmeister bei Roermond gefallen) und Reinhard (1770–1844, Generalleutnant) auf.
Am 9. Oktober 1808 heiratete er Hedwig Milchling von und zu Schönstadt (1787–1854), die Tochter von Carl Theodor Milchling von Schönstadt. Aus der Ehe gingen die Kinder
- Natalie (1803–1885), ⚭ 30. Oktober 1828 Carl Wilhelm von Stockhausen (1804–1889, Regierungspräsident)
- Alexander (* 1811, Königlich Preußischer Major a. D.)
- Reinhard (1818–1897, Oldenburgischer Kammerherr und Oberhofmeister)

hervor.

### Ausbildung und Beruf
Er studierte an der Johannes Gutenberg-Universität Mainz Rechtswissenschaften und wurde nach dem Tod seines Vaters im Jahre 1810 dessen Nachfolger als Generaladjutant und Hofmarschall des Fürsten von Waldeck.
Von 1816 bis 1822 war er Hofmarschall des Kurfürsten von Kassel. Mit der Funktion des Hofmarschalls war die Leitung des Hofmarschallamtes verbunden. Er war damit der oberste Verwaltungsbeamte im Fürstentum.
Mit Zustimmung seiner Brüder wurde er im selben Jahr von den Ständen als Deputierter des Landtags Waldeck benannt. Diese Entscheidung wurde von der Regierung akzeptiert. Als Herr des Guts Züschen war er hier bis 1836 und als Herr des Guts Campf bis 1839 vertreten. Ende März 1825 war er für kurze Zeit Landtagsdirektor und 1832 für sechs Monate Landsyndikats-Verweser.

### Militärische Laufbahn
Er war Junker in der Hessen-kasselschen Armee und nahm an den Feldzügen 1794/1795 teil, ebenso an der Schlacht bei Jena im Jahre 1806. Hier geleitete er den verwundeten Prinzen Wilhelm von Preußen nach Harzburg. Er war Kommandeur des Ersatz-Bataillons des Regiments Kurfürst. 1807 wurde er zum Kapitän befördert und schied 1812 wegen familiärer Verpflichtungen auf eigenen Wunsch aus der Armee aus. Am 9. Januar 1814 wurde ihm das Kurhessische Major-Patent verliehen.

### Verwaltung der Familiengüter
Als ältester Sohn übernahm Karl Friedrich zunächst die Familiengüter in Campf und Züschen. 1823 ließ er sich von seinen Brüdern auszahlen. So wurde Alexander alleiniger Verwalter aller in Waldeck gelegenen Familiengüter. Das Gut Campf wurde Mitte des 16. Jahrhunderts von seinen Vorfahren Heinrich und Johann von Dalwigk erworben und blieb bis zum Jahre 1962 im Familienbesitz.
1833 versuchte Alexander durch Verkäufe und Verpfändungen eine größere Liquiditätskrise zu überwinden. Letztlich waren seine Bemühungen erfolglos und das Gut Züschen musste 1836 verkauft werden.

### Auszeichnungen und Ehrungen
- 22. September 1814 Kurfürstlich Hessischer Orden vom Eisernen Helm
- 8. August 1813 Bestätigung des Freiherrenstandes durch Fürst Georg Heinrich von Waldeck